# Portogruaro
Portogruaro je italské město v oblasti Benátsko s necelými 26 tisíci obyvateli.
Je to město regionálního významu vzdálené 73 kilometrů od Benátek, 64 kilometrů od Udine. Nachází se poblíž vyhlášených italských mořských letovisek jako jsou Bibione, Caorle, Lignano Sabbiadoro, Jesolo. Jsou zde industriální zóny a velké továrny. Ve městě sídlí fotbalový klub Calcio Portogruaro Summaga, který kdysi hrával Serii B a který nyní hraje 3. nejvyšší italskou soutěž. Leží na řece Lemene.

## Doprava
Město leží na křižovatce italských dálnic A28 a A4, což je mezinárodní silnice E 70. Prochází jím také silnice SS14 do Benátek.
Z hlediska železniční dopravy jde o relativně důležitý uzel, městem prochází elektrifikovaná dvoukolejná trať Benátky - Terst, z níž zde odbočuje jednokolejná elektrifikovaná trať do Trevisa a vedlejší neelektrifikovaná trať do Casarsy.

## Partnerská města
- Ejea de los Caballeros, Španělsko, 1987
- Marmande, Francie, 1987